# Philippe Békaert
Pour les articles homonymes, voir Bekaert.
Philippe Békaert, né le 14 août 1955 à Caen, est une personnalité du monde des courses hippiques, jockey, driver et entraîneur de trotteurs.

## Carrière
Né le 14 août 1955 à Caen, Philippe Békaert s'intéresse peu aux chevaux dans sa jeunesse, malgré l'activité de son père, entraineur de trotteurs à Émiéville, à l'est de Caen. Il finit néanmoins par être gagné par la passion familiale et remporte sa première course à Elbeuf à l'âge de 16 ans.
Il rejoint après son service militaire Georges Dreux qui lui confie rapidement les meilleurs chevaux de son écurie. Il gagne ainsi en 1978 le Prix de Cornulier avec Guéridia et le Prix de Vincennes avec Jalinotte. Il rejoint ensuite pendant trois ans l'écurie d'Alfred Lefèvre, puis l'entrainement de Joël Hallais pour lequel il remporte trois Prix de Cornulier avec Kaiser Trot puis deux autres avec Oligo. En 1976, il est sacré Étrier d'or.
Philippe Békaert est marié avec Catherine, la fille de Bernard Simonard (autre personnalité du trot des années 1950 et 1960), et a deux enfants : Mélanie et David, ce dernier ayant également pris le chemin des pistes d'hippodromes.

## Palmarès

### Classiques (GroupesI)
- Prix des Élites 1977, 1980, 1994, 1995
- Prix de Cornulier 1978, 1981, 1982, 1984, 1986, 1987
- Prix de Vincennes 1978, 1990
- Prix des Centaures 1983, 1984, 1986
- Prix du Président de la République 1984, 1994
- Prix de Normandie 1995
- Prix d'Essai 1996

### Semi-classiques (GroupesII)
- Prix Jean Gauvreau 1982, 1985, 1991, 1996
- Prix Philippe du Rozier 1982
- Prix Xavier de Saint Palais 1982, 1995, 1985, 1999
- Prix Léon Tacquet 1982,  1983, 1995
- Prix Pierre Gamare 1983, 1990
- Prix Louis Forcinal 1983, 1996
- Prix Henri Ballière 1983
- Prix Félicien Gauvreau 1984
- Prix Camille Lepecq 1985
- Prix Reynolds 1985, 1995
- Prix de l'Île-de-France 1986, 1987, 1996
- Prix Lavater 1987
- Prix Céneri Forcinal 1987
- Prix Théophile Lallouet 1988, 1992, 1999
- Prix Legoux-Longpré 1988, 1993
- Prix Victor Cavey 1990
- Prix Paul Bastard 1990, 1992, 1995
- Prix Louis Tillaye 1990
- Prix Joseph-Lafosse 1991
- Prix Hémine 1993
- Prix Olry-Roederer 1994
- Prix Émile Riotteau 1995
- Prix Edmond Henry 1995
- Prix Camille de Wazières 1995
- Prix de Basly 1996
- Prix Camille Blaisot 1999
- Prix Robert Auvray 2002
- Prix Ovide Moulinet 2002
- Prix du Pontavice de Heussey 2002